# 飛騨高山まちの体験交流館
飛騨高山まちの体験交流館（ひだたかやままちのたいけんこうりゅうかん）は岐阜県高山市の施設（伝統文化交流拠点施設）。

## 概要
- 市民相互及び市民と観光客との交流、伝統文化及び地場産業の振興を目的とした施設である。屋内施設の体験交流館と屋外の交流広場がある。
- かつてここには豪商森家邸宅があり、敷地の一部には1976年から2004年まで高山市図書館が存在した。旧図書館などの不要な建物を撤去し、旧森家醤油蔵、旧森家穀蔵・道具蔵（図書館土蔵）、旧永井邸などの建物を改修[3] 。2018年（平成30年）7月18日開館[4] 。
- 高山市の伝統工芸の実演、体験や、様々なイベントを行うことが出来る（体験は一部有料）。

## 主な施設
- 体験交流館
  - 旧永井邸を改修した建物。木造2階建、延床面積274.19m2[1][2]。
  - 1階は展示スペースと和室、2階は伝統文化体験室、茶室、研修室となっている。茶室、和室、伝統文化体験室、研修室は有料で貸し出されている。
- カフェ
  - 旧森家醤油蔵を改修した建物。土蔵造平屋建て、延床面積117.94m2[1][2]。
- 北蔵
  - 土蔵造、延床面積72.00m2[2]。
- 旧森家穀蔵・道具蔵
  - 2004年まで高山市図書館土蔵として使用。土蔵造、延床面積262.08m2[2]。

## 主な実演・体験内容
- 一位一刀彫
- さるぼぼ作成
- 絵馬の色塗り
- 組紐
- 折紙
- 小屋名しょうけ　※高山市久々野町小屋名地区に伝わる竹細工のざる。岐阜県指定重要無形民俗文化財。
- 有道しゃくし　※高山市久々野町有道地区に伝わる木杓子
- 宮笠 ※高山市一之宮町に伝わるイチイやヒノキで作られた笠

## 交通アクセス

### 公共交通機関
- JR高山本線高山駅下車、徒歩約15分。

## 周辺施設
- 藤井美術民芸館
- 飛騨高山まちの博物館
- 高山信用金庫さんまち通り支店
- 高山市図書館